# Uniwersytecka poradnia prawna

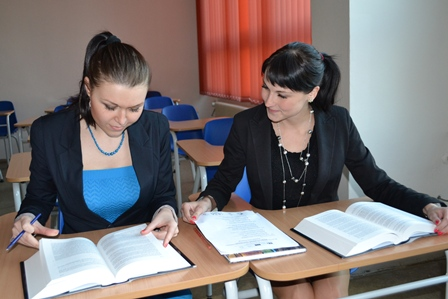
Czescy studenci prawa pracujący nad sprawą w poradni Uniwersytetu Palackiego (2012)

Uniwersytecka poradnia prawna (klinika prawa, z języka ang. legal clinic) – jednostka organizacyjna wydziału prawa, w ramach której studenci prawa udzielają bezpłatnych porad prawnych. Może być to alternatywny sposób uzyskania porady prawnej wobec porad profesjonalnych, świadczonych przez adwokatów, radców prawnych, doradców podatkowych czy rzeczników patentowych.

## Idea poradni prawnych

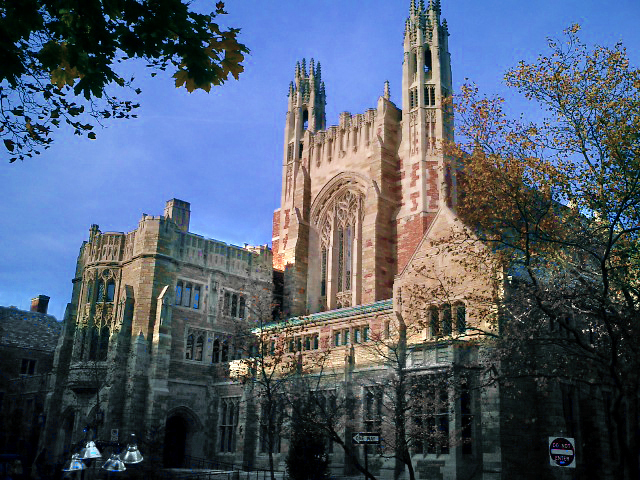
Wydział Prawa Uniwersytetu Yale (ang. Yale Law School) posiada trzydzieści wyspecjalizowanych klinik prawa, w których praktykuje niemal 80% studentów wydziału.

Idea tworzenia legal clinics pojawiła się w Polsce u schyłku lat 90. XX wieku pod wpływem licznych kontaktów z uczelniami w Stanach Zjednoczonych, na których poradnie takie funkcjonują od lat 60. XX wieku.
Pierwszą Uniwersytecką Poradnię Prawną otworzył Uniwersytet Jagielloński 1 października 1997 r. W kolejnym roku powstała Klinika Prawa Uniwersytetu Warszawskiego. Obecnie poradnię prawną posiada niemal każdy wydział prawa uczelni państwowej w Polsce, a także niektóre prywatne szkoły wyższe.
Poradnie prawne stawiają sobie dwa zasadnicze cele:
- edukację studentów prawa (edukacja kliniczna), uzupełniającą model kształcenia studentów oparty na tradycyjnej strukturze (wykłady, ćwiczenia, seminaria) o naukę praktycznego stosowania prawa. Uczestnicząc w programie klinicznym studenci mają okazję bezpośrednio stosować prawo i udzielać porad prawnych w konkretnych sprawach.
- pomoc osobom ubogim. W ten sposób próbuje się umożliwić osobom niezamożnym, często nieświadomym swoich praw i możliwości działania, skorzystanie z pomocy prawnej. Jednocześnie służy to kształtowaniu w przyszłych prawnikach etosu pracy pro publico bono.

Typowa struktura poradni prawnych to podział poradni na sekcje tematyczne, najczęściej sekcje prawa cywilnego, prawa karnego, prawa administracyjnego, prawa pracy. Każdą sekcją opiekuje się pracownik naukowy, a często także praktykujący prawnik (adwokat, radca prawny).

## Poradnie w Polsce
- Białystok – Uniwersytet w Białymstoku (opiekun: prof. dr hab. Andrzej Sakowicz), Wyższa Szkoła Administracji Publicznej im. Stanisława Staszica;
- Gdańsk – Uniwersytet Gdański, poradnia organizuje także programy street law[3];, Uniwersytet WSB Merito
- Gdynia – Szkoła Wyższa Prawa i Dyplomacji (opiekun: prof. dr hab. Eugeniusz Bojanowski);
- Katowice – Uniwersytet Śląski (opiekun: prof. dr hab. Jacek Górecki);
- Kraków – Krakowska Akademia im. Andrzeja Frycza-Modrzewskiego, Uniwersytet Jagielloński;
- Lublin – Katolicki Uniwersytet Lubelski Jana Pawła II, Uniwersytet Marii Skłodowskiej-Curie;
  - Stalowa Wola – Katolicki Uniwersytet Lubelski Jana Pawła II – WZPiNoS;
- Łódź – Uniwersytet Łódzki;
- Olsztyn – Uniwersytet Warmińsko-Mazurski, wieloletnim opiekunem poradni był prof. dr hab. Stanisław Pikulski;
- Opole – Uniwersytet Opolski (opiekun: prof. dr hab. Stanisław Leszek Stadniczeńko);
- Poznań – Uniwersytet im. Adama Mickiewicza (opiekun: prof. UAM dr hab. Krzysztof Knoppek), poradnia organizuje dyżury w języku ukraińskim[4][5][6],
  - Słubice – Collegium Polonicum współprowadzone przez Uniwersytet im. Adama Mickiewicza w Poznaniu oraz Uniwersytet Europejski Viadrina we Franfurcie nad Odrą (opiekun: prof. dr hab. Bożena Popowska)[7];
- Rzeszów – Uniwersytet Rzeszowski, Zamiejscowy Wydział Prawa i Administracji w Rzeszowie Wyższej Szkoły Prawa i Administracji w Przemyślu[8];
- Szczecin – Uniwersytet Szczeciński;
- Toruń – Uniwersytet Mikołaja Kopernika;
- Warszawa – Fundacja Academia Iuris, Akademia Leona Koźmińskiego (opiekun: prof. dr hab. Leszek Kubicki), SWPS Uniwersytet Humanistycznospołeczny (opiekun: prof. dr hab. Teresa Gardocka), Uniwersytet Kardynała Stefana Wyszyńskiego (zarówno na Wydziale Prawa Kanonicznego, jak i Wydziale Prawa i Administracji), Uniwersytet Warszawski, Wyższa Szkoła Handlu i Prawa im. Ryszarda Łazarskiego, Wyższa Szkoła Zarządzania i Prawa im. Heleny Chodkowskiej;
- Wrocław – Uniwersytet Wrocławski[9].

## Statystyki
W roku akademickim 2005/2006 funkcjonowało w Polsce 21 poradni prawnych. Pracowało w nich 1279 studentów oraz 179 opiekunów. Poradnie udzieliły porad w blisko 10 tysiącach spraw.
| rok       | liczba spraw | liczba studentów | liczba pracowników naukowych |
| --------- | ------------ | ---------------- | ---------------------------- |
| 2012/2013 | 11127        | 1965             | 253                          |
| 2011/2012 | 13379        | 1851             | 235                          |
| 2010/2011 | 12786        | 1994             | 224                          |
| 2009/2010 | 11899        | 1756             | 216                          |
| 2008/2009 | 11075        | 1661             | 216                          |
| 2007/2008 | 10597        | 1350             | 209                          |
| 2006/2007 | 9399         | 1302             | 197                          |
| 2005/2006 | 9833         | 1279             | 179                          |
| 2004/2005 | 7421         | 1049             | 147                          |
| 2003/2004 | 6596         | 913              | 109                          |